# Andrij Biba
Andrij Andrijowycz Biba (ukr. Андрій Андрійович Біба, ros. Андрей Андреевич Биба, Andriej Andriejewicz Biba; ur. 10 sierpnia 1937 w Kijowie) – ukraiński piłkarz występujący na pozycji pomocnika lub napastnika, reprezentant ZSRR, trener piłkarski.

## Kariera piłkarska

### Kariera klubowa
Absolwent kijowskiej FSzM (Futbolowej Szkoły Młodzieżowej). Debiutował w składzie Dynama Kijów w 1957 roku. Z nim też osiągnął największe sukcesy. W Wysszej Lidze rozegrał 246 meczów, strzelił 69 goli. W latach 1965–1967 pełnił funkcję kapitana drużyny.

### Kariera reprezentacyjna
Andrij Biba zadebiutował w reprezentacji ZSRR 4 lipca 1965 w spotkaniu towarzyskim z drużyną Brazylii ze słynnym Pelé w składzie. Był to jego jedyny mecz w barwach "Sbornej".

## Sukcesy i odznaczenia

### Sukcesy klubowe
- mistrz ZSRR: 1961, 1966, 1967
- wicemistrz ZSRR: 1960, 1965
- zdobywca Pucharu ZSRR: 1964, 1966

### Sukcesy indywidualne
- najlepszy radziecki piłkarz roku: 1966

### Odznaczenia
- tytuł Mistrza Sportu ZSRR: 1960
- tytuł Zasłużonego Mistrza Sportu ZSRR: 1967
- Order „Za zasługi” III klasy: 1999[2]
- Order „Za zasługi” II klasy: 2004[3].